# يوشيهيكو ايتو
يوشيهيكو ايتو (باليابانية: 伊藤義彦) هو مصور ياباني، ولد في 1951.